# الکسی ایگناشوف
الکسی ایگناشوف (بلاروسی: Аляксей Ігнашоў؛ زادهٔ ۱۸ ژانویهٔ ۱۹۷۸) ورزشکار هنرهای رزمی ترکیبی و بوکسور اهل بلاروس است. وی از سال ۱۹۹۷ میلادی تاکنون مشغول فعالیت بوده‌است.